# Park Dae-han (cầu thủ bóng đá, sinh 1996)
Đây là một tên người Triều Tiên, họ là Park.
Park Dae-han (sinh ngày 19 tháng 4 năm 1996) là một cầu thủ bóng đá Hàn Quốc thi đấu cho Jeonnam Dragons.